# 이라크 이슬람 저항군
이라크 이슬람 저항군은 2020년부터 인민동원군에 참여한 일부 친이란 무장단체들이 세운 무장동맹이다. 이라크 이슬람 저항군에 참여한 대표적인 시아파 단체에는 카타이브 헤즈볼라와 아사이브 아흘 알하크, 하라카트 헤즈볼라 알누자바 등이 있다. 이라크 이슬람 저항군은 반미, 반시온주의, 반제국주의를 내세우고 있으며, 이란으로부터 자금과 무기를 지원받고 있어서 서구로부터 저항의 축으로 분류되었다.
이라크 내전 이후 이라크 이슬람 저항군은 중동에 주둔 중인 미군 기지를 공격하였으며, 2023년 이스라엘-하마스 전쟁 이후에는 하마스, 후티, 헤즈볼라 및 다른 팔레스타인 무장단체와 연계하여 이스라엘 본토를 공격하기도 했다. 미국은 이라크 이슬람 저항군의 공격에 맞서 이라크와 시리아에 있는 저항군의 기지를 공습했다.

## 하위 군사 및 준군사 집단
카타이브 헤즈볼라

하라카트 헤즈볼라 알-누자바

아사이브 아흘 알-하크

카타이브 사이드 알-슈하다

하라카트 안사르 알라 알-아우피야

카타이브 사르하트 알-쿠드스

알-타우리윤 군단

## 병기
이라크 이슬람 저항군의 병기는 순항 미사일, 자폭 드론, 이란 계통의 로켓으로 구성된다. 그 병기는 다음을 포함한다.

- 파베 순항 미사일: 사거리 1650km의 장거리 지대지 순항 미사일
- 샤헤드 101: 사거리 900km의 자폭형 무인 항공기
- 샤헤드 131: 사거리 900km의 자폭형 무인 항공기. HESA 샤헤드 136의 더 작은 유사품임.
- HESA 샤헤드 136: 사거리 2500km의 자폭형 무인 항공기. 미사용돼 왔고 단지 보유만 확언함.

## 같이 보기
이란의 이라크 개입 (2014년~현재)